# Hova IF
Hova IF är en fotbollsklubb i Hova i Sverige, grundad  1916. 
Herrarnas A-lag spelar säsongen 2012 i Division 6 Mariestad. Andreas Andersson spelade i Hova IF när han var ung och blev då känd som Hova-expressen.

## Kända spelare
Bekanta spelare som spelat i HIF. 
- Andreas Andersson
- Rolf Hillerberg
- Sebastian Ohlsson
- Johan Bertilsson